# Melodorum subglabrum
Melodorum subglabrum är en kirimojaväxtart som beskrevs av Nguyên Tiên Bân. Melodorum subglabrum ingår i släktet Melodorum och familjen kirimojaväxter. Inga underarter finns listade i Catalogue of Life.